# Santa & Cole
Santa & Cole és una empresa fundada a Barcelona l'any 1985 per Javier Nieto Santa (n. 1955), Gabriel Ordeig Cole (1954-1994) i Nina Masó (n. 1956) amb arrels a Parc de Belloch, dedicada a l'edició de productes de disseny.

## Inicis
Santa & Cole va néixer al carrer Santíssima Trinitat del Mont a Sarrià (Barcelona) com a editora d'objectes de disseny contemporani. És a dir, igual que succeeix a una editorial de llibres però, en aquest cas, amb objectes. Santa & Cole ha construït i gestionat un catàleg reconegut subcontractant la totalitat de la seva producció industrial, el més pròxim possible a la seva seu a Parc de Belloch (Barcelona), i protegint sempre la propietat intel·lectual dels seus autors.
Des dels seus inicis ha comptat amb la col·laboració d'una multitud de dissenyadors i ha mantingut uns criteris de selecció propis de l'escola Bauhaus: solidesa constructiva, sobrietat estètica i qualitat funcional.
Els socis fundadors van ser Javier Nieto Santa, que provenia del món de l'edició de llibres, i la parella composta per la interiorista Nina Masó i el dissenyador i interiorista Gabriel Ordeig Cole.

## Il·luminació i mobiliari d'interior
Santa & Cole començà reeditant llums d’autors espanyols del moment amb peces d'Antoni de Moragas, la TMM o la Cesta de Miguel Milá, el llum d'alabastre Babel d'Angel Jové i Santiago Roqueta, la Colilla de Carles Riart, la Lamparaprima de Pete Sans o la Zeleste de Roqueta, entre d'altres.
L'any 1989, l'editora va inaugurar una altra línia que recuperava els dissenys històrics perduts d'Antoni Gaudí i Lluís Domènech i Montaner.

A més, va anar editant llums pròpies, com La Bella Durmiente (1987) de Nina Masó i Gabriel Ordeig i d'altres autors com Lámpara Básica (1987) de sobretaula de Santiago Roqueta o la Llum de peu GATCPAC (1995). 
"A los tres años de su apertura, su capital había aumentado de tres millones de pesetas (aportados, como suele suceder, por los propios fundadores) a tres veces esa cantidad. En 1989 abrían diez salas de exposiciones en otros tantos lugares de España, y se habían convertido en los distribuidores exclusivos de las muy prestigiosas instalaciones de cocina fabricadas por la firma alemana Bulthaup".
Avui, el seu catàleg abasta dissenys clàssics i contemporanis que representen quasi noranta anys de l’història del disseny. Santa & Cole ha col·laborat amb més de noranta autors entre els quals figuren noms internacionals com Vico Magistretti, Arne Jacobsen o Philippe Starck i també noms nacionals com Antoni Arola, Miguel Milá, Ramón Bigas Balcells, André Ricard, Federico Correa, Ferran Freixa, Carles Riart Llop, Torres Clavé, entre d'altres.
A més, l'any 1994 Santa & Cole va incorporar el catàleg de la desapareguda editora Disform, que va ser Premio Nacional de Diseño l'any 1990, primer com a col·lecció autònoma i després integrat en el seu "Fons Contemporani".

## Il·luminació i mobiliari urbà
Amb l’objectiu de posar a punt la ciutat de Barcelona pels Jocs Olímpics de 1992, Santa & Cole va donar assistència als dissenyadors, tècnics municipals i arquitectes en la producció de projectes urbans, conformant-se d’aquesta forma el primer catàleg d’elements urbans de l'editora.
Els arquitectes Beth Galí i Màrius Quintana van ser els primers responsables de la sèrie urbana i han col·laborat amb autors com Miguel Milá, Montse Periel, Enric Batlle i Joan Roig, Gonzalo Milá o Ramon Benedito, entre molts d'altres.
Des de llavors, la divisió urbana va seguir creixent fins a representar al 2010 el 70% del negoci. En 2018, es va distingir com una entitat pròpia i diferent de Santa & Cole sota el nom d’Urbidermis, tot i que dins del mateix holding, Intramundana.

## Belloch Edicions
Des del 1991, Belloch Edicions és l'editorial de llibres del grup Santa & Cole. Aquesta presenta dues col·leccions: 
- Biografies del Disseny: Monografies sobre dissenyadors de qui la seva obra hauria de ser un referent per les generacions presents i futures. Els textos són encarregats a grans coneixedors dels biografiats.
- Els ulls fèrtils: Abasta una temàtica més àmplia i lliure, amb assajos sobre el disseny i reflexions d’orientacions més sociològica i inclús filosòfica.

## Art
Al 2020, Santa & Cole extrapola la seva vocació editora al món de l’art. Igual que les llums i el mobiliari, l’art també és cultura material.
El seu fons inclou peces úniques i originals, litografies o sèries limitades i Neosèries. Posant per primer cop els drets de propietat intel·lectual al centre del negoci de l’art, Santa & Cole presenta Neosèries: reproduccions d’obres d’art certificades pels seus artistes, realitzades amb una tècnica puntera que replica de forma idèntica el format, textura i color de l’obra original de què provenen. Així, aconsegueix que el gaudir de l'experiència estètica deixi de limitar-se a un únic exemplar.

## Milagro Luthiers
L'any 2020 també apareixen els nous luthiers de Santa & Cole per la fabricació d’instruments musicals, on el seu nom pretén descriure el prodigi de la seva creació: Milagro.
Milagro Luthiers fusiona l’ofici tradicional de l’artesà que treballa amb les mans amb la innovació i el desenvolupament. Conscients de les limitacions de la fusta, busca les virtuts de nous materials compostos que puguin suplir aquestes carències. A través de la tecnologia de mesurament UHMAA, aconsegueix comprendre el comportament acústic dels instruments i els seus materials. Així, ha desenvolupat dos nous materials compostos: Carbon Fibre Acoustic Spine i Linen Fibre Acoustic Spine.

## Premis a Santa & Cole
- 1999 Premio Nacional de Diseño,[5] del Ministerio de Industria, Turismo y Comercio i la Fundació BCD (Barcelona Centre de Disseny): per la seva innovació empresarial basada en la permanent col·laboració amb dissenyadors, la qual cosa condueix a una excel·lent difusió del disseny al nostre país. A destacar la rellevància del seu mobiliari urbà, de les publicacions en col·laboració amb la Universitat i de la recuperació de dissenys històrics.
- 2006-2007, Premios Príncipe Felipe a la Excelencia Empresarial.[6]
- 2007, Design Management Europe Award: una iniciativa de la Comissió Europea que reconeix i promou entre empreses i institucions els beneficis econòmics, socials i emocionals d'una bona gestió del disseny. Santa & Cole va rebre el tercer premi en la categoria de mitjana empresa europea.[7]
- 2012, International Contemporary Furniture Fair: Santa & Cole és triada com a Millor empresa d'Il·luminació (Best Lighting Company).[8]
- 2015, segell PYME innovadora Arxivat 2021-06-02 a Wayback Machine. atorgat pel Ministeri d'Economia i Competitivitat d'Espanya.

## Premis a llums i mobiliari
- TMC. Miguel Milá. ADI-FAD Delta d'Or, Barcelona 1961.
- Nagoya. Ferran Freixa. ADI-FAD Delta d'Or, Barcelona 1961.
- M64. Miguel Milá. ADI-FAD Delta d'Or (Max Bill original), Barcelona 1964
- Moragas. Antoni de Moragas. Premi Nou Estil, Madrid 1992.
- Sistema Fonda. Gabriel Ordeig Cole. ADI-FAD Selecció, Barcelona 1995.
- Nimba. Antoni Arola. ADI-FAD Selecció, Barcelona 1997.
- Moaré. Antoni Arola. ADI-FAD Selecció, Barcelona 2005.
- Belloch. Estudi Lagranja. Global Excellence Award: IIDA, Chicago 2009.
- Oco. Causes Externes. ADI-FAD Selecció, Barcelona 2011.
- BlanchoWhite C1/R3. Antoni Arola. XARXA DOT DESIGN AWARD, Essen 2012.
- BlanchoWhite C1/R3. Antoni Arola. ADI-FAD Delta de Plata, Barcelona 2012.
- HeadHat Plate + HeadLed System. Equip Santa & Cole. XARXA DOT DESIGN AWARD, Essen 2013.
- HeadHat Plate + HeadLed System. Equip Santa & Cole. ADI-*FAD Delta d'Or, Barcelona 2013.
- M64. Miguel Milá. ADI-FAD Delta d'Or, Barcelona 2013.
- Tekiò. Anthony Dickens. ADI-FAD Delta d'Or, Barcelona 2018.
- Lámina. Antoni Arola. ADI-FAD Delta de Plata, Barcelona 2020.